# Dean Bombač
Dean Bombač (Koper, 4 de abril de 1989) es un jugador de balonmano esloveno que juega como central en el ETO-SZESE Győr FKC húngaro y en la selección de balonmano de Eslovenia.

## Palmarés

### RK Koper
- Liga de Eslovenia (1): 2011
- Copa de Eslovenia de balonmano (3): 2008, 2009, 2011
- EHF Challenge Cup (1): 2011

### Kielce
- Liga polaca de balonmano (2): 2017, 2018
- Copa de Polonia de balonmano (2): 2017, 2018

### Pick Szeged
- Copa de Hungría de balonmano (1): 2019
- Liga húngara de balonmano (2): 2021, 2022

## Clubes
- RK Koper (2007-2013)
- HC Dinamo Minsk (2013-2014)
- Pays d'Aix HB (2014)
- SC Pick Szeged (2014-2016)
- Vive Tauron Kielce (2016-2018)[2]
- SC Pick Szeged (2018-2024)
- ETO-SZESE Győr FKC (2024- )